# Bon Accord, Alberta
Bon Accord är en ort i Kanada.   Den ligger i provinsen Alberta, i den centrala delen av landet, 2 800 km väster om huvudstaden Ottawa. Bon Accord ligger 700 meter över havet och antalet invånare är 1 611.
Terrängen runt Bon Accord är platt. Närmaste större samhälle är Morinville, 15,7 km väster om Bon Accord.
Trakten runt Bon Accord består till största delen av jordbruksmark. Runt Bon Accord är det ganska tätbefolkat, med 192 invånare per kvadratkilometer.